# Adem Ljajić
Adem Ljajić (in serbo Адем Љајић?, pronuncia: ǎːdɛm ʎǎːjitɕ; Novi Pazar, 29 settembre 1991) è un calciatore serbo, centrocampista o attaccante del Sarajevo.
È cresciuto nelle giovanili del Partizan, con cui esordì tra i professionisti e nelle competizioni europee oltre ad aggiudicarsi nel 2009 un campionato serbo di calcio e una Coppa di Serbia.

## Biografia
È nato a Novi Pazar nella regione serba del Sangiaccato, ed è di fede musulmana.

## Caratteristiche tecniche
Accostato a Kaká per lo stile di gioco e il profilo tattico, sia pur con un tasso qualitativo parzialmente mitigato da problemi comportamentali, è stato inserito in due occasioni da Don Balón nella lista dei migliori prospetti futuri.
Centrocampista offensivo con un buon tiro dalla distanza — in particolare sui calci di punizione — si distingue per l'abilità nel dribbling e nel servire assist ai compagni, elementi che ne permettono lo schieramento anche in posizione di esterno d'attacco e seconda punta. Molto abile da calcio piazzato, si è sempre affermato un buon rigorista grazie al suo tiro potente e preciso, col tempo si è reso molto pericoloso anche da calcio di punizione riuscendo a dare sia potenza che precisione alla conclusione.
Talento precoce, a causa di problemi comportamentali, dimostrati soprattutto a Firenze e Roma, non ha espresso l'altissimo potenziale fatto vedere agli esordi.
Agli inizi della carriera a Firenze, ha affermato di essere molto ghiotto di Nutella, motivo per il quale la tifoseria viola lo ha affettuosamente ribattezzato Nutellino.

## Carriera

### Club

#### Gli inizi al Partizan

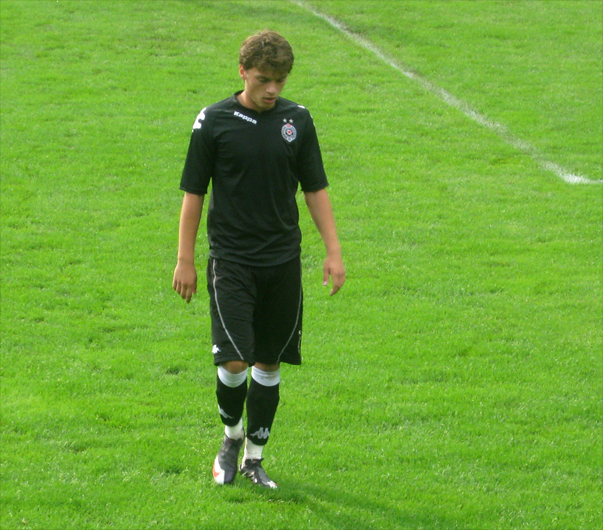
Ljajić nel 2009 col Partizan Belgrado

Muove i primi passi nelle giovanili del Novi Pazar, per poi passare a 14 anni in quelle del Partizan. Fa il suo debutto tra i professionisti il 29 luglio 2008, gara valida per il secondo turno preliminare di Champions League disputata contro l'Inter Baku. Il 23 novembre 2008 segna la sua prima rete da professionista in campionato contro l'OFK Belgrado, gara vinta dai bianconeri per 5-1. Conclude la sua prima stagione con 28 presenze e 4 reti.
Nel gennaio 2009 viene opzionato dal Manchester United, ma dopo un periodo di prova il club britannico annuncia la volontà di non definire l'acquisto del calciatore.
La stagione successiva si conferma un ottimo acquisto, riuscendo a segnare il 1º ottobre 2009 la sua prima rete in una competizione europea, precisamente in Europa League durante il match perso per 4-1 in casa dello Shakhtar Donetsk. Conclude la sua seconda stagione a gennaio 2010, raccogliendo 6 reti in 24 presenze, per un totale di 12 reti in 57 gare.

#### Fiorentina

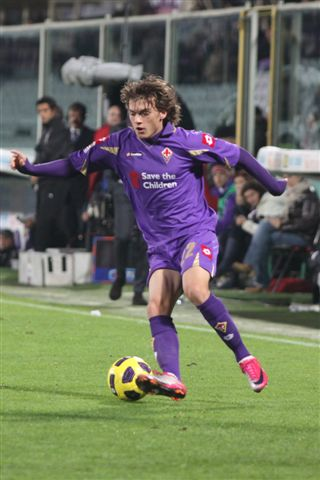
Ljajić ai tempi della Fiorentina nel 2010

Nel gennaio 2010, viene acquistato a titolo definitivo dalla Fiorentina per 6 milioni e mezzo di euro. Il suo esordio in Serie A avviene nel pareggio contro il Cagliari (2-2), gara in cui subentra nel finale. Segna la prima rete nel campionato italiano il 18 settembre 2010, marcando su rigore il temporaneo vantaggio contro la Lazio che vincerà poi 1-2.
Il 2 maggio 2012 è protagonista di un controverso episodio, quando durante la partita con il Novara l'allenatore Delio Rossi lo aggredisce fisicamente: il fatto scaturisce da un alterco, poiché il giocatore aveva applaudito il tecnico dopo una sostituzione. Rossi viene esonerato, mentre Ljajić è sospeso sino al termine della stagione. Nell'agosto successivo, contro gli stessi piemontesi, realizza il primo gol in Coppa Italia. Il 17 febbraio 2013 mette a segno la sua prima doppietta, contribuendo alla vittoria sull'Inter per 4-1. Tre mesi più tardi, il 19 maggio, sigla invece una tripletta (la prima in carriera) nel 5-1 contro il Pescara. L'ultima presenza con i viola coincide con l'esordio nelle coppe continentali, scendendo in campo nei play-off di Europa League 2013-14.

#### Roma e Inter
Nell'agosto 2013 firma per la Roma, che lo acquista sborsando 11 milioni di euro (cui vanno aggiunti 4 di bonus) In giallorosso è autore di buone prestazioni, come il gol nel derby capitolino del 22 settembre in cui va a segno dagli 11 metri. Il 6 dicembre 2014, una doppietta al Sassuolo consente ai giallorossi di pareggiare 2-2; il 26 febbraio 2015 trova invece il primo gol in Europa, realizzando una rete nel 2-1 contro il Feyenoord in Europa League.
Trasferitosi all'Inter nelle ultime ore di mercato, è suo malgrado protagonista — complici anche i dissidi col tecnico Roberto Mancini — di una stagione incolore, abbandonando quindi Milano dopo una sola annata.

#### Torino
Nel luglio 2016 il Torino ingaggia il serbo a titolo definitivo per 9,3 milioni (compresi i bonus) dove ritrova come allenatore Siniša Mihajlović: la cifra lo rende l'acquisto più oneroso della presidenza di Urbano Cairo. Impiegato nel tridente offensivo con Iago Falque e Belotti, emerge tra le rivelazioni del campionato 2016-17. Il 6 maggio 2017 sblocca con una rete su punizione il derby torinese, poi finito 1-1.
Anche nella stagione 2017-18 continua ad essere una pedina importante per la formazione granata, mettendo a segno 6 gol tra cui quello che decide la partita con la sua ex squadra, l'Inter (l'8 aprile 2018). Il suo goal ha consentito ai granata di battere in casa i nerazzurri dopo 24 anni.

#### Besiktas e Fatih Karagümrük
Dopo due stagioni in granata, con 65 presenze e 18 gol complessivi, il 31 agosto 2018 si trasferisce in prestito con obbligo di riscatto al Beşiktaş; firma un contratto quinquennale da 3,4 milioni all'anno (più del doppio di quanto prendeva al Torino). Colleziona complessivamente 32 presenze e 9 gol e il 29 maggio 2019 viene riscattato ufficialmente dalla squadra turca per 6,5 milioni di euro.
Dopo esser rimasto svincolato dal club bianconero, il 28 settembre 2022 viene ingaggiato dal Fatih Karagümrük, firmando un contratto annuale valevole a partire dal gennaio successivo.

#### Ritorno al Novi Pazar e Sarajevo
Il 14 settembre 2023, Ljajić ritorna ufficialmente al Novi Pazar, squadra serba in cui aveva iniziato la propria carriera calcistica. Il club serbo annuncia poi, nel novembre del 2024, che Ljajić avrebbe giocato anche da cestista, venendo incorporato alla squadra di basket. Con i montenegrini resta fino agli inizi della stagione 2025-2026 quando, dopo aver collezionato 66 presenze e 17 reti con qualificazione ai preliminari di UEFA Conference League 2025-2026, viene ceduto.
Il 7 agosto 2025 firma un biennale con i bosniaci del Sarajevo, dove prende la maglia numero 88.

### Nazionale

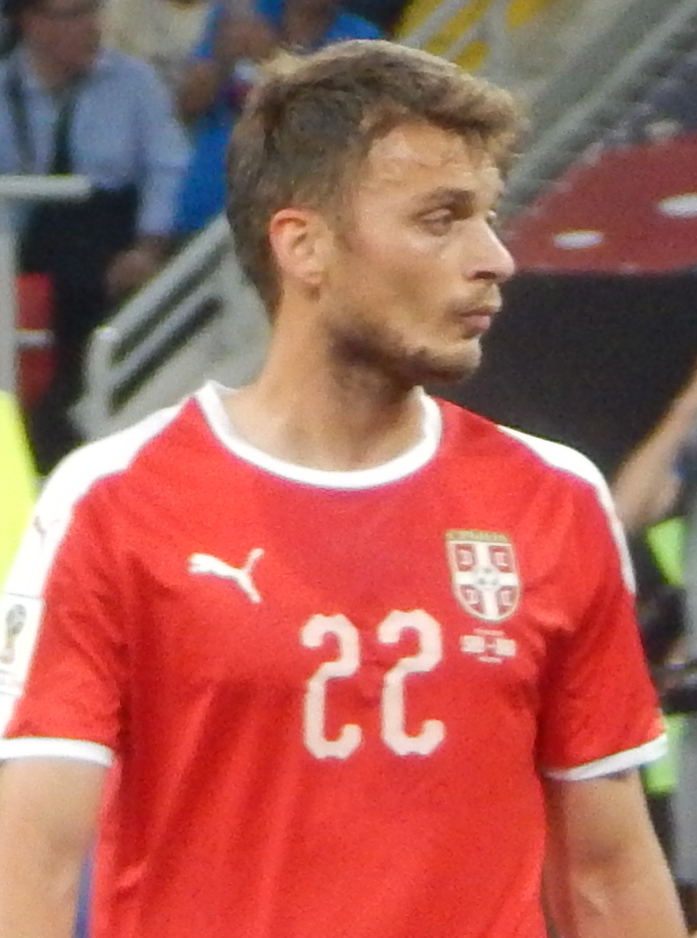
Ljajić ai Mondiali 2018

Dopo aver giocato con la selezione Under-19, Ljajić debutta in Under-21 contro l'Ungheria in un match valido per le qualificazioni agli Europei di categoria.
Viene convocato per la prima volta con la Nazionale maggiore per un'amichevole contro la Bulgaria del 17 novembre 2010, facendo il suo esordio da titolare. Il 26 maggio 2012 si rifiuta di cantare l'inno nazionale prima dell'amichevole contro la Spagna e il CT Siniša Mihajlović, dopo l'incontro, annuncia che non convocherà più il giocatore finché non lo farà. La scelta viene confermata nelle partite successive: il giocatore ha giustificato al CT serbo di non voler cantare l'inno per scelte personali senza ulteriori spiegazioni, presumibilmente per le sue origini del Sangiaccato, zona di confine della Serbia col Kosovo a prevalenza musulmana.
Rientra nel giro della nazionale nel 2014, il 7 giugno 2015 segna la sua prima rete con la maglia della Serbia, in un'amichevole contro l'Azerbaigian. Viene utilizzato nelle qualificazioni a Euro 2016 e al Mondiale 2018; ottenuta la qualificazione al Mondiale, viene inserito dal CT Mladen Krstajić nella lista dei 23 convocati. In Russia giocherà tutte e tre le partite della sua squadra, eliminata al primo turno; in occasione della sfida d'esordio contro la Costa Rica, schierato titolare, fa nuovamente discutere per la decisione di non cantare l'inno nazionale.

## Statistiche

### Presenze e reti nei club
Statistiche aggiornate all'8 agosto 2025.
| Stagione                | Squadra                 | Campionato              | Campionato | Campionato | Coppe nazionali | Coppe nazionali | Coppe nazionali | Coppe continentali | Coppe continentali | Coppe continentali | Altre coppe | Altre coppe | Altre coppe | Totale | Totale |
| Stagione                | Squadra                 | Comp                    | Pres       | Reti       | Comp            | Pres            | Reti            | Comp               | Pres               | Reti               | Comp        | Pres        | Reti        | Pres   | Reti   |
| ----------------------- | ----------------------- | ----------------------- | ---------- | ---------- | --------------- | --------------- | --------------- | ------------------ | ------------------ | ------------------ | ----------- | ----------- | ----------- | ------ | ------ |
| 2008-2009               | Partizan                | SL                      | 24         | 5          | CS              | 5               | 1               | UCL+CU             | 2+2                | 0                  | -           | -           | -           | 33     | 6      |
| 2009-gen. 2010          | Partizan                | SL                      | 14         | 4          | CS              | 2               | 0               | UCL+UEL            | 1+7                | 0+2                | -           | -           | -           | 24     | 6      |
| Totale Partizan         | Totale Partizan         | Totale Partizan         | 38         | 9          |                 | 7               | 1               |                    | 12                 | 2                  |             | -           | -           | 57     | 12     |
| gen.-giu. 2010          | Fiorentina              | A                       | 9          | 0          | CI              | 1               | 0               | UCL                | -                  | -                  | -           | -           | -           | 10     | 0      |
| 2010-2011               | Fiorentina              | A                       | 26         | 3          | CI              | 2               | 0               | -                  | -                  | -                  | -           | -           | -           | 28     | 3      |
| 2011-2012               | Fiorentina              | A                       | 15         | 1          | CI              | 3               | 0               | -                  | -                  | -                  | -           | -           | -           | 18     | 1      |
| 2012-2013               | Fiorentina              | A                       | 28         | 11         | CI              | 3               | 1               | -                  | -                  | -                  | -           | -           | -           | 31     | 12     |
| lug.-ago. 2013          | Fiorentina              | A                       | 0          | 0          | CI              | 0               | 0               | UEL                | 1                  | 0                  | -           | -           | -           | 1      | 0      |
| Totale Fiorentina       | Totale Fiorentina       | Totale Fiorentina       | 78         | 15         |                 | 9               | 1               |                    | 1                  | 0                  |             | -           | -           | 88     | 16     |
| ago. 2013-2014          | Roma                    | A                       | 27         | 6          | CI              | 4               | 0               | -                  | -                  | -                  | -           | -           | -           | 31     | 6      |
| 2014-2015               | Roma                    | A                       | 32         | 8          | CI              | 2               | 0               | UCL+UEL            | 4+3                | 0+1                | -           | -           | -           | 41     | 9      |
| lug.-ago. 2015          | Roma                    | A                       | 1          | 0          | CI              | 0               | 0               | UCL                | 0                  | 0                  | -           | -           | -           | 1      | 0      |
| Totale Roma             | Totale Roma             | Totale Roma             | 60         | 14         |                 | 6               | 0               |                    | 7                  | 1                  |             | -           | -           | 73     | 15     |
| ago. 2015-2016          | Inter                   | A                       | 25         | 3          | CI              | 3               | 1               | -                  | -                  | -                  | -           | -           | -           | 28     | 4      |
| 2016-2017               | Torino                  | A                       | 33         | 10         | CI              | 3               | 2               | -                  | -                  | -                  | -           | -           | -           | 36     | 12     |
| 2017-2018               | Torino                  | A                       | 27         | 6          | CI              | 1               | 0               | -                  | -                  | -                  | -           | -           | -           | 28     | 6      |
| lug.-ago. 2018          | Torino                  | A                       | 1          | 0          | CI              | 0               | 0               | -                  | -                  | -                  | -           | -           | -           | 1      | 0      |
| Totale Torino           | Totale Torino           | Totale Torino           | 61         | 16         |                 | 4               | 2               |                    | -                  | -                  |             | -           | -           | 65     | 18     |
| ago. 2018-2019          | Beşiktaş                | SL                      | 27         | 9          | TK              | 0               | 0               | UEL                | 5                  | 0                  | -           | -           | -           | 32     | 9      |
| 2019-2020               | Beşiktaş                | SL                      | 24         | 5          | TK              | 1               | 0               | UEL                | 4                  | 2                  | -           | -           | -           | 29     | 7      |
| 2020-2021               | Beşiktaş                | SL                      | 22         | 2          | TK              | 1               | 0               | UEL                | 1                  | 0                  | -           | -           | -           | 24     | 2      |
| 2021-2022               | Beşiktaş                | SL                      | 0          | 0          | TK              | 0               | 0               | UCL                | 0                  | 0                  | ST          | 0           | 0           | 0      | 0      |
| Totale Beşiktaş         | Totale Beşiktaş         | Totale Beşiktaş         | 73         | 16         |                 | 2               | 0               |                    | 10                 | 2                  |             | -           | -           | 85     | 16     |
| set. 2022-2023          | Fatih Karagümrük        | SL                      | 9          | 0          | TK              | 0               | 0               | -                  | -                  | -                  | -           | -           | -           | 9      | 0      |
| lug.-set. 2023          | Fatih Karagümrük        | SL                      | 2          | 0          | TK              | 0               | 0               | -                  | -                  | -                  | -           | -           | -           | 2      | 0      |
| Totale Fatih Karagumruk | Totale Fatih Karagumruk | Totale Fatih Karagumruk | 11         | 0          |                 | 0               | 0               |                    | -                  | -                  |             | -           | -           | 11     | 0      |
| set. 2023-2024          | Novi Pazar              | SL                      | 20+4       | 8+1        | KS              | 2               | 0               | -                  | -                  | -                  | -           | -           | -           | 26     | 9      |
| 2024-2025               | Novi Pazar              | SL                      | 28+7       | 8+0        | KS              | 1               | 0               | -                  | -                  | -                  | -           | -           | -           | 36     | 8      |
| lug.-ago. 2025          | Novi Pazar              | SL                      | 2          | 0          | KS              | -               | -               | UECL               | 2                  | 0                  | -           | -           | -           | 4      | 0      |
| Totale Novi Pazar       | Totale Novi Pazar       | Totale Novi Pazar       | 50+11      | 16+1       |                 | 3               | 0               |                    | 2                  | 0                  |             | -           | -           | 66     | 17     |
| ago. 2025-2026          | Sarajevo                | PL                      | -          | -          | CB              | -               | -               | UECL               | -                  | -                  | SB          | -           | -           | -      | -      |
| Totale carriera         | Totale carriera         | Totale carriera         | 400        | 88         |                 | 34              | 5               |                    | 32                 | 5                  |             | -           | -           | 466    | 98     |

### Cronologia presenze e reti in nazionale
| Cronologia completa delle presenze e delle reti in nazionale ― Serbia | Cronologia completa delle presenze e delle reti in nazionale ― Serbia | Cronologia completa delle presenze e delle reti in nazionale ― Serbia | Cronologia completa delle presenze e delle reti in nazionale ― Serbia | Cronologia completa delle presenze e delle reti in nazionale ― Serbia | Cronologia completa delle presenze e delle reti in nazionale ― Serbia | Cronologia completa delle presenze e delle reti in nazionale ― Serbia | Cronologia completa delle presenze e delle reti in nazionale ― Serbia |
| Data                                                                  | Città                                                                 | In casa                                                               | Risultato                                                             | Ospiti                                                                | Competizione                                                          | Reti                                                                  | Note                                                                  |
| --------------------------------------------------------------------- | --------------------------------------------------------------------- | --------------------------------------------------------------------- | --------------------------------------------------------------------- | --------------------------------------------------------------------- | --------------------------------------------------------------------- | --------------------------------------------------------------------- | --------------------------------------------------------------------- |
| 17-11-2010                                                            | Sofia                                                                 | Bulgaria                                                              | 0 – 1                                                                 | Serbia                                                                | Amichevole                                                            | -                                                                     | 85’                                                                   |
| 9-2-2011                                                              | Tel Aviv                                                              | Israele                                                               | 0 – 2                                                                 | Serbia                                                                | Amichevole                                                            | -                                                                     |                                                                       |
| 25-3-2011                                                             | Belgrado                                                              | Serbia                                                                | 2 – 1                                                                 | Irlanda del Nord                                                      | Qual. Euro 2012                                                       | -                                                                     | 46’                                                                   |
| 7-6-2011                                                              | Sydney                                                                | Australia                                                             | 0 – 0                                                                 | Serbia                                                                | Amichevole                                                            | -                                                                     | 65’                                                                   |
| 2-9-2011                                                              | Belfast                                                               | Irlanda del Nord                                                      | 0 – 1                                                                 | Serbia                                                                | Qual. Euro 2012                                                       | -                                                                     | 78’                                                                   |
| 11-11-2011                                                            | Querétaro                                                             | Messico                                                               | 2 – 0                                                                 | Serbia                                                                | Amichevole                                                            | -                                                                     | 68’                                                                   |
| 26-5-2012                                                             | Madrid                                                                | Spagna                                                                | 2 – 0                                                                 | Serbia                                                                | Amichevole                                                            | -                                                                     | 75’                                                                   |
| 5-3-2014                                                              | Dublino                                                               | Irlanda                                                               | 1 – 2                                                                 | Serbia                                                                | Amichevole                                                            | -                                                                     | 81’                                                                   |
| 7-9-2014                                                              | Belgrado                                                              | Serbia                                                                | 1 – 1                                                                 | Francia                                                               | Amichevole                                                            | -                                                                     | 86’                                                                   |
| 29-3-2015                                                             | Lisbona                                                               | Portogallo                                                            | 2 – 1                                                                 | Serbia                                                                | Qual. Euro 2016                                                       | -                                                                     | 41’ 85’                                                               |
| 7-6-2015                                                              | Sankt Pölten                                                          | Serbia                                                                | 4 – 1                                                                 | Azerbaigian                                                           | Amichevole                                                            | 1                                                                     | 56’                                                                   |
| 13-6-2015                                                             | Copenaghen                                                            | Danimarca                                                             | 2 – 0                                                                 | Serbia                                                                | Qual. Euro 2016                                                       | -                                                                     | 81’                                                                   |
| 4-9-2015                                                              | Novi Sad                                                              | Serbia                                                                | 2 – 0                                                                 | Armenia                                                               | Qual. Euro 2016                                                       | 1                                                                     | 73’                                                                   |
| 7-9-2015                                                              | Bordeaux                                                              | Francia                                                               | 2 – 1                                                                 | Serbia                                                                | Amichevole                                                            | -                                                                     | 56’                                                                   |
| 8-10-2015                                                             | Elbasan                                                               | Albania                                                               | 0 – 2                                                                 | Serbia                                                                | Qual. Euro 2016                                                       | 1                                                                     |                                                                       |
| 11-10-2015                                                            | Belgrado                                                              | Serbia                                                                | 1 – 2                                                                 | Portogallo                                                            | Qual. Euro 2016                                                       | -                                                                     |                                                                       |
| 13-11-2015                                                            | Ostrava                                                               | Rep. Ceca                                                             | 4 – 1                                                                 | Serbia                                                                | Amichevole                                                            | -                                                                     |                                                                       |
| 23-3-2016                                                             | Poznań                                                                | Polonia                                                               | 1 – 0                                                                 | Serbia                                                                | Amichevole                                                            | -                                                                     |                                                                       |
| 29-3-2016                                                             | Tallinn                                                               | Estonia                                                               | 0 – 1                                                                 | Serbia                                                                | Amichevole                                                            | -                                                                     |                                                                       |
| 25-5-2016                                                             | Užice                                                                 | Serbia                                                                | 2 – 1                                                                 | Cipro                                                                 | Amichevole                                                            | -                                                                     | 46’                                                                   |
| 2-9-2017                                                              | Belgrado                                                              | Serbia                                                                | 3 – 0                                                                 | Moldavia                                                              | Qual. Mondiali 2018                                                   | -                                                                     | 66’                                                                   |
| 6-10-2017                                                             | Vienna                                                                | Austria                                                               | 3 – 2                                                                 | Serbia                                                                | Qual. Mondiali 2018                                                   | -                                                                     | 69’                                                                   |
| 9-10-2017                                                             | Belgrado                                                              | Serbia                                                                | 1 – 0                                                                 | Georgia                                                               | Qual. Mondiali 2018                                                   | -                                                                     | 61’                                                                   |
| 10-11-2017                                                            | Canton                                                                | Cina                                                                  | 0 – 2                                                                 | Serbia                                                                | Amichevole                                                            | 1                                                                     | 83’                                                                   |
| 14-11-2017                                                            | Ulsan                                                                 | Corea del Sud                                                         | 1 – 1                                                                 | Serbia                                                                | Amichevole                                                            | 1                                                                     |                                                                       |
| 23-3-2018                                                             | Torino                                                                | Serbia                                                                | 1 – 2                                                                 | Marocco                                                               | Amichevole                                                            | -                                                                     | 82’                                                                   |
| 27-3-2018                                                             | Londra                                                                | Nigeria                                                               | 0 – 2                                                                 | Serbia                                                                | Amichevole                                                            | -                                                                     | 80’                                                                   |
| 4-6-2018                                                              | Graz                                                                  | Serbia                                                                | 0 – 1                                                                 | Cile                                                                  | Amichevole                                                            | -                                                                     | 46’                                                                   |
| 9-6-2018                                                              | Graz                                                                  | Serbia                                                                | 5 – 1                                                                 | Bolivia                                                               | Amichevole                                                            | 1                                                                     |                                                                       |
| 16-6-2018                                                             | Samara                                                                | Costa Rica                                                            | 0 – 1                                                                 | Serbia                                                                | Mondiali 2018 - 1º turno                                              | -                                                                     | 70’                                                                   |
| 22-6-2018                                                             | Kaliningrad                                                           | Serbia                                                                | 1 – 2                                                                 | Svizzera                                                              | Mondiali 2018 - 1º turno                                              | -                                                                     | 64’                                                                   |
| 27-6-2018                                                             | Mosca                                                                 | Serbia                                                                | 0 – 2                                                                 | Brasile                                                               | Mondiali 2018 - 1º turno                                              | -                                                                     | 33’ 75’                                                               |
| 10-9-2018                                                             | Belgrado                                                              | Serbia                                                                | 2 – 2                                                                 | Romania                                                               | UEFA Nations League 2018-2019 - 1º turno                              | -                                                                     | 77’                                                                   |
| 17-11-2018                                                            | Belgrado                                                              | Serbia                                                                | 2 – 1                                                                 | Montenegro                                                            | UEFA Nations League 2018-2019 - 1º turno                              | 1                                                                     | 90+2’                                                                 |
| 20-11-2018                                                            | Belgrado                                                              | Serbia                                                                | 4 – 1                                                                 | Lituania                                                              | UEFA Nations League 2018-2019 - 1º turno                              | 1                                                                     | 82’                                                                   |
| 20-3-2019                                                             | Wolfsburg                                                             | Germania                                                              | 1 – 1                                                                 | Serbia                                                                | Amichevole                                                            | -                                                                     |                                                                       |
| 25-3-2019                                                             | Lisbona                                                               | Portogallo                                                            | 1 – 1                                                                 | Serbia                                                                | Qual. Euro 2020                                                       | -                                                                     | 87’                                                                   |
| 7-6-2019                                                              | Leopoli                                                               | Ucraina                                                               | 5 – 0                                                                 | Serbia                                                                | Qual. Euro 2020                                                       | -                                                                     | 60’                                                                   |
| 10-6-2019                                                             | Belgrado                                                              | Serbia                                                                | 4 – 1                                                                 | Lituania                                                              | Qual. Euro 2020                                                       | 1                                                                     | 81’                                                                   |
| 7-9-2019                                                              | Belgrado                                                              | Serbia                                                                | 2 – 4                                                                 | Portogallo                                                            | Qual. Euro 2020                                                       | -                                                                     | 59’                                                                   |
| 10-9-2019                                                             | Lussemburgo                                                           | Lussemburgo                                                           | 1 – 3                                                                 | Serbia                                                                | Qual. Euro 2020                                                       | -                                                                     |                                                                       |
| 10-10-2019                                                            | Kruševac                                                              | Serbia                                                                | 1 – 0                                                                 | Paraguay                                                              | Amichevole                                                            | -                                                                     |                                                                       |
| 14-10-2019                                                            | Vilnius                                                               | Lituania                                                              | 1 – 2                                                                 | Serbia                                                                | Qual. Euro 2020                                                       | -                                                                     | 80’ 85’                                                               |
| 14-11-2019                                                            | Belgrado                                                              | Serbia                                                                | 3 – 2                                                                 | Lussemburgo                                                           | Qual. Euro 2020                                                       | -                                                                     | 79’                                                                   |
| 17-11-2019                                                            | Belgrado                                                              | Serbia                                                                | 2 – 2                                                                 | Ucraina                                                               | Qual. Euro 2020                                                       | -                                                                     | 69’                                                                   |
| 3-9-2020                                                              | Mosca                                                                 | Russia                                                                | 3 – 1                                                                 | Serbia                                                                | UEFA Nations League 2020-2021 - 1º turno                              | -                                                                     | 85’                                                                   |
| 11-10-2020                                                            | Belgrado                                                              | Serbia                                                                | 0 – 1                                                                 | Ungheria                                                              | UEFA Nations League 2020-2021 - 1º turno                              | -                                                                     | 46’                                                                   |
| Totale                                                                |                                                                       | Presenze                                                              | 47                                                                    |                                                                       | Reti                                                                  | 9                                                                     |                                                                       |

## Palmarès

### Club

#### Competizioni nazionali
- Campionato serbo: 1

Partizan Belgrado: 2008-2009
- Coppa di Serbia: 1

Partizan Belgrado: 2008-2009
- Campionato turco: 1

Beşiktaş: 2020-2021
- Coppa di Turchia: 1

Beşiktaş: 2020-2021
- Supercoppa di Turchia: 1

Beşiktaş: 2021